# Marchesinia excavata
Marchesinia excavata là một loài Rêu trong họ Lejeuneaceae. Loài này được (Mitt.) Schiffner mô tả khoa học đầu tiên năm 1893.